# Say Yes to Heaven
«Say Yes to Heaven» — пісня американської співачки та авторки пісень Лани Дель Рей. Це уривок із сесій для її третього студійного альбому Ultraviolence (2014). Після того, як пісня просочилася в інтернет і стала вірусною в TikTok, 19 травня 2023 року Polydor і Interscope Records випустили її як сингл. «Say Yes to Heaven», написана Дель Рей і продюсером Ріком Ноуелсом, — це акустична спокійна пісня з плавним гітарним арпеджіо та бубном.

## Передумови та реліз
Пісня була написана у 2012 році Ланою Дель Рей і давнім співавтором Ріком Ноуелсом. Він був задуманий у листопаді 2013 року під час запису її третього студійного альбому Ultraviolence (2014), але не увійшов до остаточного списку треків. Частини пісні почали поширювати приблизно у 2016 році. Пісня під назвою «Say Yes to Heaven» повністю просочилася в інтернет у жовтні 2020 року та набула величезної популярності протягом наступних двох років; зокрема, у 2022 році зросла популярність прискореного фрагмента пісні. У березні 2023 року UMG і Polydor Records подали заявку на авторські права на пісню, що викликало припущення про неминучий реліз. Він вийшов як сингл 19 травня 2023 року разом із прискореною версією. Випуск пісні на альтернативному радіо для дорослих у США запланований на 5 червня 2023 року з подальшим випуском на альтернативному радіо 6 червня.

## Композиція і прийом
«Say Yes to Heaven» — це акустична пісня з низьким ритмом, яка містить «м'які» гітарні арпеджіо та акценти на бубні. Мінімальна постановка включає в себе приглушені барабани, струнні і звуковий ландшафт, який критики описали як «мрійливий» і «похмурий». Лірично вона заохочує свою другу половинку «ризикнути коханням» і втекти з нею, використовуючи багато ліричних мотивів, знайдених у старих піснях Дель Рей, таких як «red dress», «heaven» і «dancing». Авторка Nylon Софія Джун розповіла, що в ньому є «співоча та колискова», але «повторювана» мелодія та лірично наповнена «романтичними образами». Джо Віто з Consequence заявив, що пісня відрізняється від оригінальних фрагментів, але вловлює подібний «примхливий настрій». Подібним чином Джонатан Коен із Spin виявив, що вона «дещо відрізняється» від попереднього «зливу», проте зберігає «туманну привабливість» через реверберацію гітар у пісні та фірмовий вокал Лани Дель Рей.

## Комерційні результати
Після офіційного релізу «Say Yes to Heaven», пісня дебютувала в чартах різних країн світу, потрапивши до першої десятки в Ірландії (8) та Нової Зеландії (10), а потім досягла вершини. Пісня посіла топ 30 Швейцарії (18), Чехії (19), Австралії (20), Литви (21), Сінгапуру (23), Люксембурга (25), Норвегії (25), та Швеції (28). У Сполученому Королівстві ця пісня стала її найуспішнішим синглом за багато років; він дебютував під номером дев'ять у UK Singles Chart, ставши шостим записом Дель Рей у топ-10 за часи її кар'єри та першою солісткою після «Born to Die» (2011).

## Список треків
Цифрове завантаження та транслювання
1. «Say Yes to Heaven»
2. «Say Yes to Heaven» (прискорено)

## Кадри
- Лана Дель Рей — написання пісні, вокал
- Рік Ноуелс — написання пісня, продюсування, електрогітара, орган Хаммонда
- Патрік Воррен — гітара, маримба, струнні
- Дін Рід — програмування ударних, мікшування
- Кірон Мензіс — інжиніринг
- Джон Крістофер Фі — інжиніринг
- Тревор Ясуда — інжиніринг
- Роккі — інжиніринг
- Тім Пірс — електрогітара
- Брайан Гріффін — ударні
- Рой Інгліш — програмування барабанів
- Руарі О'Флаерті — мастеринг

## Чарти
| Чарт (2023)                       | Пікова позиція |
| --------------------------------- | -------------- |
| Австралія (ARIA)                  | 20             |
| Австрія (Ö3 Austria Top 40)       | 36             |
| Франція (SNEP)                    | 90             |
| Греція (IFPI)                     | 3              |
| Литва (AGATA)                     | 21             |
| Люксембург (Billboard)            | 25             |
| Нова Зеландія (Recorded Music NZ) | 10             |
| Норвегія (VG-lista)               | 25             |
| Польща (Polish Streaming Top 100) | 9              |
| Сінґапур (RIAS)                   | 23             |
| Південна Корея BGM (Circle)       | 75             |
| Швеція (Sverigetopplistan)        | 28             |

## Історія випуску
| Регіон    | Дата              | Формат                           | Лейбл                         | Пос.   |
| --------- | ----------------- | -------------------------------- | ----------------------------- | ------ |
| Весь світ | 19 травня 2023 р. | Завантаження музики \| Стримінг  | Interscope Records \| Polydor | [ 34 ] |
| США       | 5 червня 2023 р.  | Альтернативне радіо для дорослих | Interscope Records            | [ 6 ]  |
| США       | 6 червня 2023 р.  | Альтернативне радіо              | Interscope Records            | [ 7 ]  |